# Norton (Wiltshire)
Norton è un villaggio e una parrocchia civile della contea del Wiltshire che si trova a circa 3,5 miglia a sud-ovest di Malmesbury nel Sud Ovest dell'Inghilterra.

## Geografia

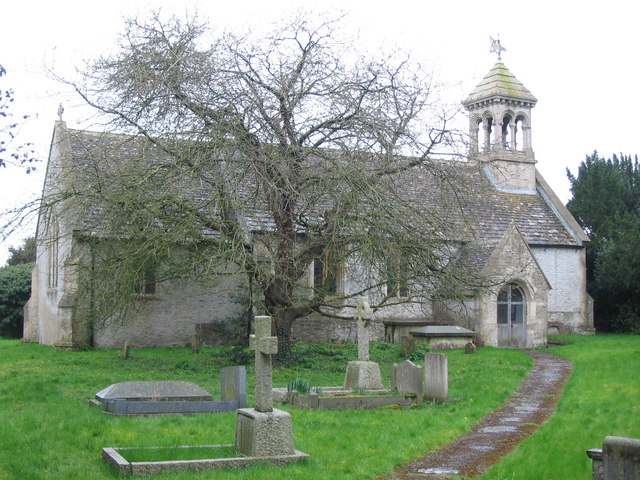
Chiesa di Tutti i Santi

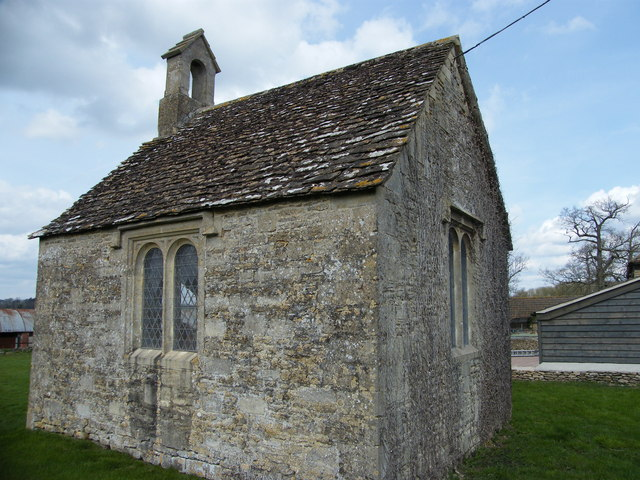
Chiesa di Bremilham

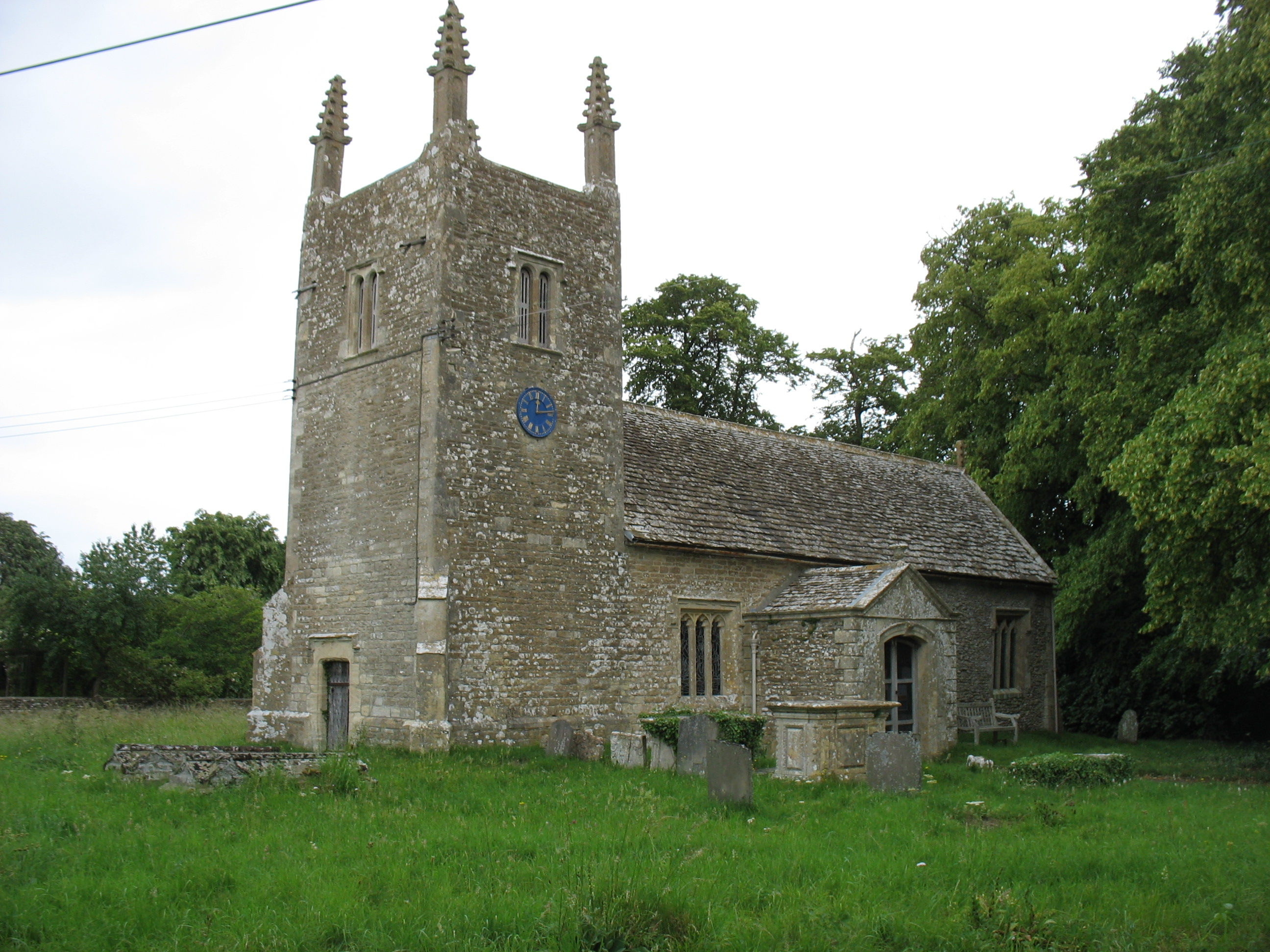
Chiesa di Foxley

Il territorio della parrocchia civile di Norton si trova a sud-ovest di Malmesbury e sulla mappa ha la forma di una V poco profonda e le due porzioni si trovano una a nord-est e una a sud-est. Entrambe confinano con Malmesbury Common. Quella settentrionale, un'area chiamata Starvall, fu forse assegnata agli uomini di Norton nel Medioevo per sostituire i diritti sul comune, ma quella meridionale, che confina con Bradfield Wood a Hullavington, è più probabile che fosse un antico bosco, assegnato anch'esso a Norton nel Medioevo e successivamente disboscato. La parrocchia di Norton misurava circa 990 acri nel 1840 e fu ridotta a 928 acri nel 1884 quando le aree separate furono trasferite rispettivamente a Foxley e Hullavington. Nel 1934 l'intera parrocchia di Foxley, che includeva Starvall e la parte principale della parrocchia di Bremilham, fu trasferita alla parrocchia di Norton e aumentata a 835 ettari. Il ramo Sherston del Bristol Avon forma il confine settentrionale della parrocchia.
I confini sono stabili da tempo in un'area di modesti rilievi, seguono corsi d'acqua e in diversi punti strade apparentemente antiche. I confini moderni sono ampiamente simili a quelli della parte principale della parrocchia citata nel X o nell'XI secolo quando seguivano la romana Foss Way e strade chiamate King's Way, Borough Way e Narrow Way o Small Way. La strada che divideva la parrocchia di Norton da Malmesbury Common è probabile fosse King's Way, che Borough Way fosse la strada che divideva Norton da Foxley a nord-est del villaggio di Norton e che Small Way fosse la strada che divideva quelle parrocchie a nord-ovest del villaggio di Norton. I corsi d'acqua dividono Norton da Foxley a nord e da Hullavington a sud. Vi sono affioramenti di argilla Forest Marble nella parte occidentale della vecchia parrocchia di Norton, e sabbie verdi al centro e a est.
Il terreno si trova a circa 100 metri sul livello del mare ed è quasi pianeggiante. È drenato verso nord-est da affluenti del ramo Sherston del Bristol Avon, due dei quali si incontrano vicino al villaggio di Norton. Il corso d'acqua di confine a sud-est sfocia nel piccolo fiume Gauze che si unisce all'Avon a sud di Malmesbury. In alcuni punti i corsi d'acqua hanno depositato piccole quantità di terreno alluvionale. La piccola parrocchia era ricca di prati, la superficie erbosa favorisce la lavorazione del terreno e le zone con argille favoriscono il pascolo. Fino alla metà del XX secolo, l'agricoltura pastorale superava la coltivazione e, soprattutto nel XIX secolo, c'erano molti stagni. A est del villaggio, la parte della fattoria Maidford, con lodge, viali solitari e viali, assunse l'aspetto di un parco alla fine del XIX secolo.

## Storia
Il territorio viene citato nel Domesday Book del 1086. Nella vecchia parrocchia sono stati individuati pochi resti preistorici e il villaggio di Norton non è mai stato particolarmente grande o popoloso. La popolazione della parrocchia era di 94 nel 1801. Da 89 nel 1811 salì a un picco di 123 nel 1851. Nel 1611 il nome Coloparle, citato erroneamente per indicare Cole Park, era accostato al nome Norton, e Cole Park, una casa che si trovava a circa 2 chilometri a sud-sud-est di Malmesbury, non era contrassegnata da alcun simbolo. Di conseguenza Norton fu chiamata sulle mappe successive Norton Colepark o Norton Coleparle e quell'aggiunta al nome da quel momento fu adottata e apparve nei libri di consultazione ecclesiastici nel XVIII secolo e nei censimenti del XIX secolo. L'antiquario J. E. Jackson, vicario di Norton dal 1846 al 1891, convinse il vescovo a eliminare l'aggiunta di tale integrazione dal nome del beneficio e così nel XX secolo cadde in disuso. A est del villaggio, la parte della fattoria Maidford, con lodge, viali solitari e viali, assunse l'aspetto di un parco alla fine del XIX secolo.
Nel 1987 la sezione Bath-Cirencester della Foss Way era una strada solo per un breve tratto sul vecchio percorso. Nessuna strada di una certa importanza tocca la parrocchia anche se quattro strade, da Easton Grey, Foxley, Sherston e Hullavington, convergono verso il villaggio. Le prime due si incontrano all'estremità nord in un guado. La strada Easton Grey, Small Way, era spesso chiamata Tetbury Way, la strada Foxley, forse Borough Way, era chiamata Honey Lane almeno dal 1773. Accanto alla strada Hullavington all'inizio del XIX secolo gli ampi margini erano usati come giardini.

## Monumenti e luoghi d'interesse
A sud della strada principale di Norton si trovano la chiesa e Manor Farm, una fattoria e degli edifici probabilmente sul sito di quelli del demanio di Norton Manor. Manor Farm ha un alto blocco occidentale dei primi del XVII secolo a cui potrebbe essere stata annessa una fascia orientale più bassa. All'inizio del XIX secolo fu costruita una nuova fascia orientale e l'aspetto della facciata sud della casa fu unificato da un ingresso centrale sotto un frontone e da finestre veneziane sulle stanze del piano terra. Gli edifici della fattoria includono un possibile fienile del XVIII secolo e una latteria di fine XX secolo. A nord della strada Norton Manor fu costruito nel 1623, e Buckland Farm è un'altra fattoria del XVII secolo che fu successivamente ampliata. Vicino a Buckland Farm e Norton Manor ci sono grandi fienili in pietra, uno dei quali è stato convertito in residenza. Vicino al guado all'estremità nord del villaggio Elstubs c'era una casa a metà del XVII secolo.
A est del villaggio Maidford e Gorsey Leaze ci sono fattorie che potrebbero essere state costruite nel XVII secolo. Maidford ha una piccola fattoria, forse di origine del XVII secolo, vicino al centro di edifici estesi. A nord-est di essa un fienile è datato 1840 e ci sono edifici agricoli successivi del XX secolo. La fattoria di Gorsey Leaze è stata ricostruita nel 1877. Gli edifici agricoli, la maggior parte dei quali sono del XIX secolo, incorporano un vecchio edificio a due piani, forse parte di una casa più vecchia. Un'altra casa è stata costruita lì vicino intorno al 1910. Gli insediamenti dispersi nella parrocchia sono aumentati dopo il XVII secolo. A ovest del villaggio Fosse potrebbe essere stata una fattoria nel 1742, come lo era nel 1773 e in seguito. La fattoria fu ricostruita alla fine del XIX secolo. Accanto a Foss Way, vicino a Fosse Farm, nel XVIII secolo sorgeva una casa chiamata Little House. Un possibile cottage del XVIII secolo a Starvall era un pub chiamato Royal Oak nel 1875 e rimase aperto fino al 1925. Nel 1840, a ovest di quel cottage sorgeva un fienile e verso la fine del XX secolo, attorno al suo sito furono costruiti ampi edifici agricoli chiamati Highfield Farm.
Nel territorio di Norton vi sono vari edifici e luoghi degni di particolare interesse.
- Chiesa di Tutti i Santi (in inglese All Saints church). La chiesa anglicana fu costruita nel XII secolo o all'inizio del XIII secolo, ma è poi stata ricostruita nel XV secolo. È stata restaurata nel 1854, grazie al patrocinio di Joseph Neeld di Grittleton House. Il fonte battesimale è l'unica scultura del XII secolo nella chiesa. È un semplice catino decorato con una fila di conchiglie a tromba attorno alla base. La base e il piedistallo risalgono probabilmente alla fine del XII o all'inizio del XIII secolo. Storicamente l'abbazia di Malmesbury aveva una cappella a Norton già nel 1151. Nel 1222 l'abbazia ottenne la licenza di appropriarsene a condizione che fosse ordinato un vicariato, ma non è chiaro se ciò sia mai avvenuto. Il vicariato del 1283 è quasi certamente il vicariato di Norton nella diocesi di Durham. È quindi possibile che ci fosse un singolo rettore a Norton di Malmesbury. La chiesa appartiene alla diocesi di Bristol e dal 28 ottobre 1959 è considerata un monumento classificato di secondo grado per il suo particolare interesse storico e architettonico.[6][7][8]
- Chiesa di Bremilham (in inglese Bremilham Church). La piccola chiesa è nota anche come l'ex presbiterio della chiesa di Bremilham a nord-ovest di Cowage Farmhouse ed è una cappella anglicana. Risale al XV secolo, è stata oggetto di restauri intorno al 1850. Edificata con conci in pietra rustica lavorata a filo, rivestiti in bugnato e col tetto in ardesia. Il campanile è a ovest. All'interno la copertura è a travi aperte, il fonte battesimale è del XV secolo con pannelli quadrilobati. Appartiene alla diocesi di Bristol e dal 3 dicembre 1986 è considerata un monumento classificato di secondo grado per il suo particolare interesse storico e architettonico.[9][10]
- Chiesa di Foxley (in inglese Foxley Church). La chiesa parrocchiale anglicana si trova nel piccolo abitato di Foxley, al centro del villaggio rurale e rappresenta il monumento architettonico di maggiore importanza del territorio. Si tratta di una delle poche chiese del paese con una dedicazione sconosciuta. La bassa torre occidentale è stata costruita nel XVII secolo con alti pinnacoli. L'arcata nord è in stile inglese antico, sebbene la campata occidentale sia stata demolita. I pilastri hanno fusti attaccati ma decorati con smerli a tromba. La navata nord è stata ampliata nel tardo Medioevo quando è stata demolita anche una cappella a nord. Il portico sud e il portale in stile classico sono del XVIII secolo. La chiesa è stata restaurata tra il 1903 e il 1933. Il dossale è del XVIII secolo con pannelli semplici e cornici modanate. La chiesa appartiene alla diocesi di Bristol e dal 28 ottobre 1959 è considerata un monumento classificato di primo grado per il suo particolare interesse storico e architettonico.[11][12][13]